# 워킹 리버티 하프 달러
워킹 리버티 하프 달러(영어: Walking Liberty half dollar)는 1916년부터 1947년까지 미국 조폐국에서 발행된 은 50센트 주화 또는 하프 달러 은화로, 유명한 조각가이자 조폐관인 아돌프 A. 와인먼이 디자인했다.
1915년, 신임 조폐국장 로버트 W. 울리는 자신이 25년 동안 사용된 주화 디자인을 법적으로 교체할 수 있을 뿐만 아니라 의무적으로 교체해야 한다고 믿게 되었다. 그리하여 그는 바버 주화: 다임, 쿼터, 하프 달러의 교체 작업을 시작했는데, 이 모든 주화는 오랫동안 조폐국 조폐관이었던 찰스 E. 바버의 유사한 디자인을 사용했으며 1892년에 처음 발행되었다. 울리는 미술 위원회에서 공모전을 개최하도록 했고, 그 결과 와인먼이 머큐리 다임과 하프 달러의 디자인을 맡게 되었다.
하프 달러를 위한 와인먼의 태양을 향해 성큼성큼 걷는 리버티 디자인은 완벽하게 만들기 어려웠고, 조폐국을 포함하는 부서의 재무장관 윌리엄 G. 맥아두는 바버가 자신의 디자인을 만들도록 고려했다. 조폐국 관리들은 와인먼의 디자인을 생산에 성공적으로 투입했지만, 주화는 제대로 타각되지 않았고, 이것이 1948년부터 프랭클린 하프 달러로 교체된 요인일 수 있다. 그럼에도 불구하고, 미술사학자 코르넬리우스 베르뮐레는 이 주화를 가장 아름다운 미국 주화 중 하나로 여겼다. 1986년 이후, 와인먼의 앞면 디자인을 수정한 것이 아메리칸 실버 이글에 사용되었고, 하프 달러는 2016년에 100주년을 기념하여 금으로 발행되었다.

## 인셉션
1890년 9월 26일, 미국 의회는 다음을 규정하는 법안을 통과시켰다:
조폐국장은 재무장관의 승인을 받아 새로운 디자인을 준비하고 채택할 권한을 갖는다... 그러나 어떤 주화의 디자인이나 주형은 디자인이 처음 채택된 해부터 25년에 한 번 이상 변경할 수 없다... 그러나 조폐국장은 재무장관의 승인을 받아 해당 예술 분야에서 저명한 한 명 이상의 예술가들을 임시로 고용할 권한을 가지며, 이들은 필라델피아 조폐국을 위한 우발적 예산에서 그들의 서비스에 대한 보수를 받는다.
바버 주화는 1892년에 도입되었는데, 조폐국 조폐관 찰스 E. 바버가 유사한 디자인을 한 다임, 쿼터 달러, 하프 달러로 구성되었다. 새로운 주화는 대중의 상당한 불만을 샀다. 1905년부터 successive 대통령 행정부들은 미국 주화에 현대적이고 아름다운 디자인을 도입하려고 시도했다. 1907년과 1908년에 더블 이글, 이글, 하프 이글 및 쿼터 이글의 디자인 변경과 1909년과 1913년에 각각 센트와 니켈의 디자인 변경에 이어, 바버 주화의 최소 기간이 1916년에 만료되자 바버 주화 교체를 주장하는 사람들이 변화를 추진하기 시작했다. 이르면 1914년부터 링컨 센트의 디자이너인 빅터 데이비드 브레너는 은화에 대한 비요청 디자인을 제출했다. 그는 이에 대해 재무장관 윌리엄 G. 맥아두가 다른 문제들로 완전히 바쁘다는 답변을 들었다.
1915년 1월 2일, 필라델피아 조폐국장 아담 M. 조이스와의 인터뷰가 미시간 매뉴팩처러 앤드 파이낸셜 레코드에 실렸다:
제가 아는 한... 50센트, 25센트, 10센트 주화의 새로운 발행에 대한 생각은 없습니다. 하지만 만약 변경된다면, 우리는 모두 최근의 생트고당 더블 이글과 이글, 프랫 하프 이글과 쿼터 이글보다 더 유용하고 만족스러운 주화가 생산되기를 바랍니다. 버팔로<!- lower case in source --> 니켈과 링컨 페니도 실용적인 관점에서 결함이 있습니다. 이 모든 것은 예술가의 만족을 위해 주화를 주조하려는 정부의 욕구에서 비롯되었으며, 실용적인 주화 제작자들의 만족은 아니었습니다.
1915년 1월, 재무부 차관 윌리엄 P. 말번은 맥아두에게 은화 보조 주화에 대한 메모를 보냈는데, "현재 은 하프 달러, 쿼터, 다임은 1892년에 변경되었으므로, 1916년<!- Letter reads 1917, but hand-corrected to 1916. -->에 새로운 디자인을 채택할 수 있습니다. 이는 연중 언제든지 가능합니다."라고 언급했다. 이에 맥아두는 메모에 "다른 누구를 시도하기 전에 조폐국<!- lower case in original -->이 디자인을 제출하도록 하라"고 썼다.
1915년 4월, 로버트 W. 울리가 조폐국장으로 취임했다. 4월 14일, 그는 조이스에게 당시 36년째 재직 중이던 조폐관 바버에게 새로운 디자인을 준비해 달라고 요청했다. 같은 날, 말번은 재무부 법률고문에게 1916년에 세 종류의 주화에 대한 새로운 디자인을 발행할 수 있다는 조폐국의 견해에 대한 의견을 요청했다. 4월 17일, 법률고문실은 조폐국이 디자인을 변경할 수 있다고 답변했다. 당시 조폐국은 파나마-태평양 기념주화 발행으로 매우 바빴고, 즉각적인 조치는 취해지지 않았다. 10월, 바버는 울리와 주화 디자인에 대해 논의하기 위해 워싱턴으로 소환되었지만, 그가 그때까지 새로운 주화 스케치를 준비했는지 여부는 불확실하다.
12월 3일, 울리는 미술 위원회와 만났다. 울리는 위원회에 조폐국 주조 부서에서 제작한 스케치를 검토해 달라고 요청했다. 바버는 위원회 위원들에게 주화 제작 과정을 설명하기 위해 참석했다. 울리는 위원들에게 만약 조폐국의 작품이 마음에 들지 않는다면, 새로운 주화 디자인을 제출할 조각가들을 선택해야 한다고 제안했다. 울리의 의도는 다임, 쿼터, 하프 달러에 대해 각각 다른 디자인을 가지는 것이었다. 이전에는 이 세 주화가 거의 동일했다. 국장은 위원회에 기존 주화가 25년 동안 사용되었으므로 변경되어야 한다고 알렸는데, 주화 역사학자 데이비드 랭은 이를 "주화법에 대한 오해"라고 부른다.

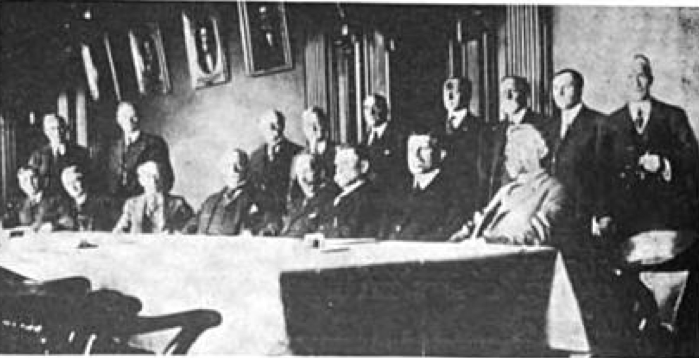
1916년 미국 분석 위원회는 과 에 전년도 주화가 사양을 충족하는지 테스트하기 위해 회의를 가졌다. 참석한 위원 및 조폐국 관리 중에는 조폐국장 로버트 W. 울리 (왼쪽에서 네 번째 서 있음), 필라델피아 미국 조폐국의 조폐관 찰스 E. 바버 (왼쪽에서 세 번째 서 있음), 그리고 필라델피아 조폐국 책임자 아담 조이스 (맨 오른쪽에 서 있음)가 있었다.

위원회는 조폐국에서 제출된 스케치(바버가 제출)를 마음에 들어 하지 않았고, 조각가 아돌프 와인먼, 허먼 맥닐, 알빈 폴라섹을 선정하여 새 주화 디자인을 제출하도록 했다. 조각가들은 여러 스케치를 제출할 수 있었다. 조폐국은 조각가가 의도하지 않은 액면에 디자인을 사용할 수 있었지만, 디자인이 완전히 상호 교환될 수는 없었다. 법률상 독수리는 쿼터와 하프 달러의 뒷면에 나타나야 했지만, 다임에는 나타날 수 없었다. 울리는 각 조각가가 한 작품에서 성공하기를 바랐다.
세 명의 조각가는 2월 중순에 디자인 스케치를 제출했고, 2월 23일에는 뉴욕에서 울리와 만나 자신들의 작품을 발표하고 그의 질문에 답했다. 울리와 맥아두의 논의 끝에, 와인먼은 2월 28일에 자신의 스케치 5개가 다임과 하프 달러, 그리고 쿼터의 뒷면 디자인으로 선정되었음을 통보받았다. 같은 날, 울리는 맥닐에게 쿼터의 앞면을 조각할 것이라고 알렸고, 폴라섹에게는 성공하지 못했음을 알렸다. 위원회 위원들은 울리에게 너무 많은 것을 한 명의 예술가에게 맡겨서는 안 된다고 설득했고, 맥닐은 쿼터의 양면을 모두 디자인할 수 있도록 허락받았는데, 이는 조각가가 울리가 만족할 만한 디자인을 만들어내는 것을 조건으로 했다.
3월 3일에 새로운 주화가 대중에게 공식 발표되었고, 재무부는 "[이] 주화의 디자인은 법에 따라 25년마다 변경되어야 하며, 현재 25년 기간은 1916년에 끝난다"고 언급했다. 보도자료는 재무부가 디자인이 확정되면 약 두 달 후에 새로운 주화 생산을 시작하기를 희망한다고 밝혔다. 같은 날, 울리는 조폐국 조각가 바버에게 그의 스케치가 거부되었으며, 와인먼과 맥닐의 모델이 5월 1일까지 필라델피아 조폐국에 도착할 것이라고 편지를 보냈다. 화폐사학자 월터 브린에 따르면, 바버는 "불만에 차고 전혀 비협조적"이 되었다. 랭은 "예술가들이 모델을 다듬는 동안 바버가 그들의 길에 던진 장애물을 피하려고 애쓰면서 수많은 지연이 발생했다. 실용적인 주화 주조의 많은 측면에 대한 그의 관찰은 매우 정확했지만, 분명히 더 건설적인 방식으로 제시될 수 있었다"고 언급한다. 머큐리 다임에 관한 그의 책에서 랭은 당시 75세였던 바버가 "지난 10년간 평생의 업적이 체계적으로 무너지는 과정에 참여할 수밖에 없었다"고 언급한다. 그는 다른 사람들이 디자인한 주화가 자신의 디자인을 대체하는 과정에 참여해야 했다.
새로운 주화들로 인해 모든 미국 주화는 최근 디자인 변경을 겪었을 것이다(모건 달러는 그때 주조되지 않았다). 1916년 후반에 더 아트 월드 잡지의 칼럼에 따르면,
그날 [19세기] 이후로 우리의 주화 제작에 많은 예술적 진보가 있었다. 평판 좋은 조각가들이 훌륭한 결과와 함께 고용되었다... 그리고 이제 우리는 와인먼의 새 하프 달러와 새 다임, 그리고 맥닐 [sic]의 새 쿼터를 갖게 될 것이다. 전체적으로, 돌이켜보면 믿을 수 없는 성과처럼 보인다.

## 디자인

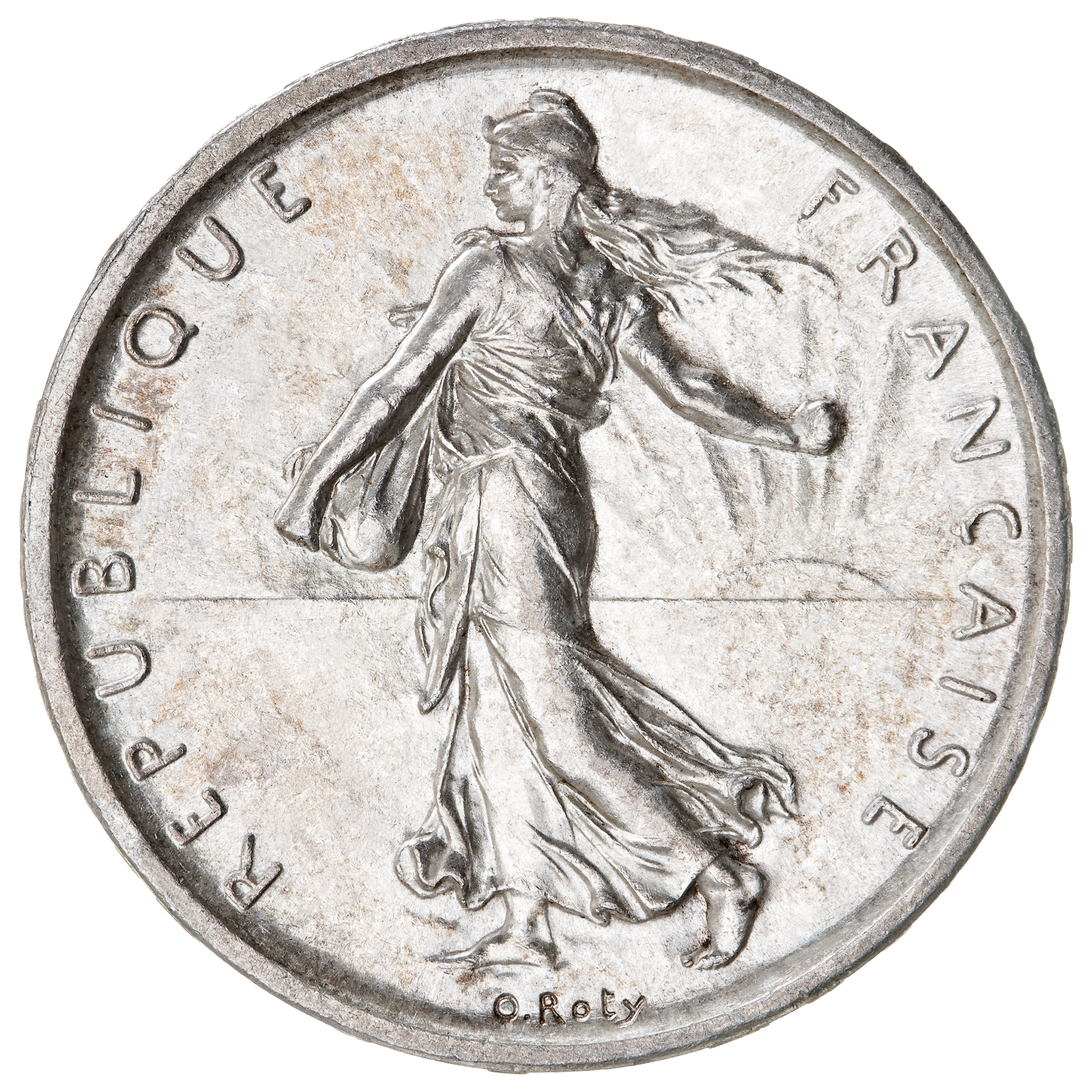
오스카 로티의 프랑스 주화 "파종자" 디자인은 와인먼의 앞면 디자인에 영감을 주었을 수 있다.

맥아두 장관의 1916년 연례 보고서에 따르면 다음과 같다.
하프 달러의 디자인은 리버티의 전신상으로, 성조기의 물결이 배경으로 휘날리며 새 시대의 여명을 향해 힘차게 나아가고 있으며, 민간과 군사적 영광을 상징하는 월계수와 참나무 가지를 들고 있다. 상의 손은 자유의 정신을 베푸는 듯이 내밀어져 있다. 하프 달러의 뒷면은 산꼭대기의 바위 절벽에 높이 앉아 날개를 펼치고, 두려움 없는 정신과 자신의 힘을 의식하는 독수리를 보여준다. 바위 틈에서 솟아나는 어린 산 소나무는 아메리카를 상징한다.
와인먼의 앞면은 오스카 로티의 프랑스 주화 "파종자" 디자인과 유사하다. 화폐사학자 로저 버데트에 따르면 "와인먼은 19세기 지방 인물의 이상을 취하여 미국적 상징으로 바꾸어 놓았다". 버데트는 자유의 여신상의 머리 모습과 그녀가 들고 있는 나뭇가지 모두를 와인먼이 디자인한 볼티모어의 남북 전쟁 참전 용사 및 선원 기념비와 연결시킨다. 조각가는 1913년에 변호사이자 시인 월리스 스티븐스의 아내인 엘시 스티븐스를 모델로 한 흉상에서도 영감을 얻었을 수 있다. 엘시 스티븐스는 일반적으로 와인먼의 머큐리 다임의 모델로 여겨지며, 그녀의 딸 홀리는 1966년에 그녀의 어머니가 두 주화 모두의 모델이었다고 썼다. 뒷면은 와인먼의 미국 건축가 협회 메달과 유사하지만, 조각가는 메달의 월계수를 어린 소나무로 대체했다. 와인먼의 메달 작업은 묘사된 독수리의 힘으로 널리 존경받았다.

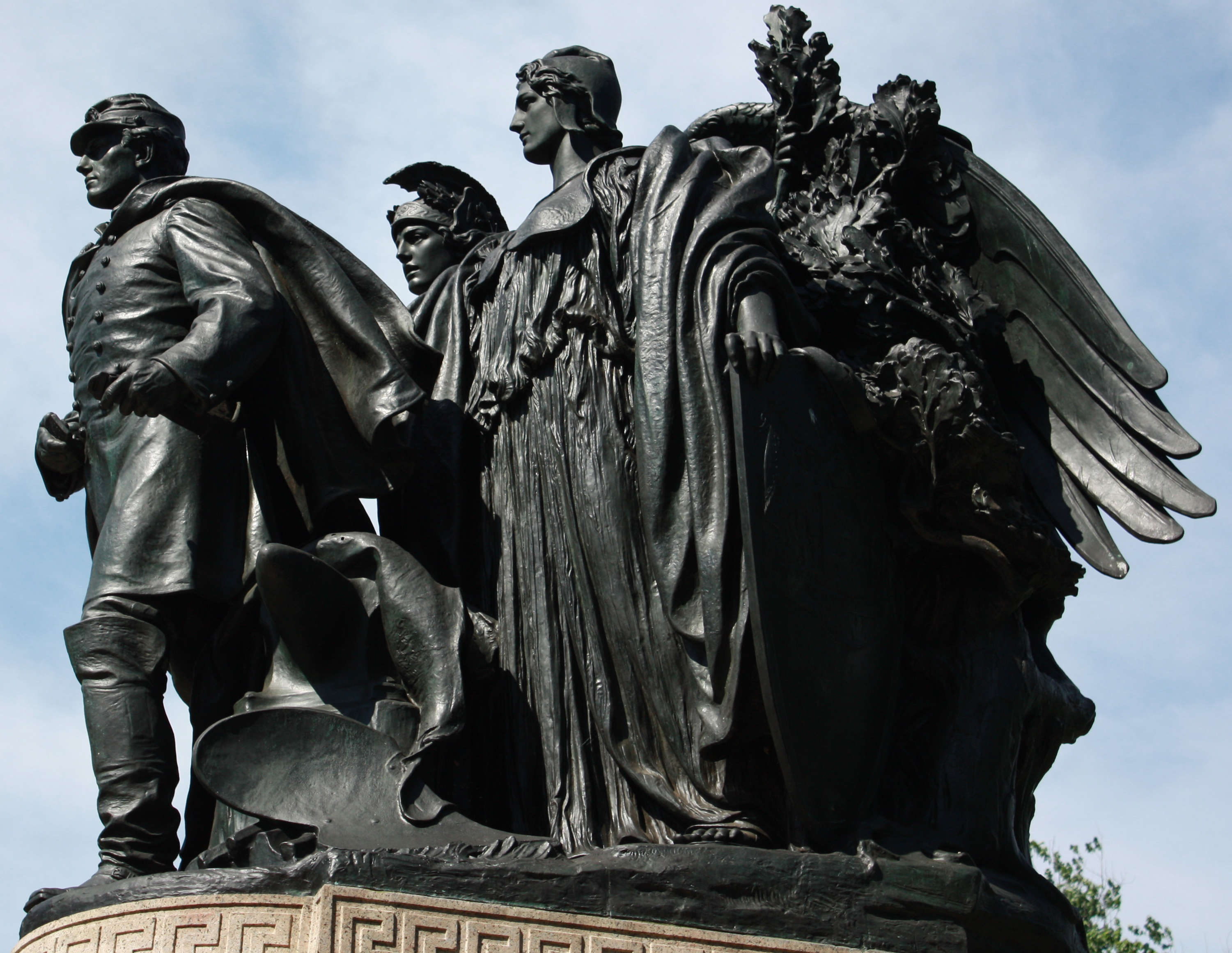
와인먼의 1909년 남북 전쟁 참전 용사 및 선원 기념비는 그에게 자유의 여신상 머리(오른쪽의 승리 여신 머리에서 따옴)를 주었고 비슷한 방식으로 잎사귀를 사용했다.

브린은 미국 주화에 대한 그의 포괄적인 저서에서 하프 달러에 대해 "리버티 여사는 반세기 앞서 반항적인 반문화를 예상하며 미국 국기를 입고 있다"고 말했다. 그는 이 작품을 전반적으로 칭찬하면서도, 리버티가 동쪽, 즉 전쟁으로 황폐해진 유럽을 향해 나아가고 있으며 "그녀는 보이는 것은 없지만 하늘을 가리킨다(어쩌면 독일 전투기에 경고를 보내는 것일까?)"라고 썼다. 브린은 뒷면에 산 소나무<!- The Mountain Pine linked on Wikipedia is a European tree; it is unclear which species McAdoo and Breen are talking about. -->를 사용한 것에 반대하며, 그것이 특별히 미국적이지도 않고 삼림한계선 근처에서 번성하는 능력 외에는 특별히 주목할 만한 것도 아니라고 말한다.
미술사학자 코르넬리우스 베르뮐레는 워킹 리버티 하프 달러가 "앞면과 뒷면을 표면 조각 앙상블로 진정으로 다루고 있다. '워킹 리버티' 디자인은 특히 주화 규모에서 진정한 숨결과 조각 서비스의 느낌을 준다"고 썼다. 베르뮐레는 하프 달러가 로티의 "파종자"와 유사하다는 점을 언급했지만, 와인먼의 작품은 "원작이며, 맹목적인 모방이 아니다"라고 주장했다. 뒷면에서 베르뮐레는 디자인을 압도하지 않으면서도 지배적인 독수리를 칭찬했으며, 새의 깃털은 "놀라운 기교"이며 와인먼이 사사했던 오거스터스 세인트고던즈의 영향을 보여준다고 말했다. 베르뮐레는 워킹 리버티 하프 달러를 "세계는 아니더라도 미국에서 가장 위대한 주화 중 하나"라고 평가했다.

## 준비

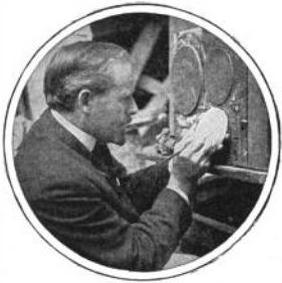
조각가 아돌프 와인먼

세 명의 조각가는 1916년 3월 6일 뉴욕 분석관 사무소에서 울리를 만나 경쟁 결과를 공식적으로 통보받았는데, 쿼터의 결과 변경 사항도 포함되어 있었고, 거부된 모델과 스케치를 돌려받았다. 폴라섹은 3월 10일에 참가비 300달러(인플레이션을 감안한 2022 현재 가치 $7,135에 해당)를 받았으며, 그 후로 조폐국이나 주화 디자인과는 아무런 관련이 없었다. 그의 제출물 중 하나인 석고 모델이 2002년 폴라섹 박물관 (이전 그의 집)에서 발견되기 전까지는 그의 참여가 조폐국 기록을 통해서만 알려져 있었다.
와인먼은 공모전에서 성공한 후, 자신의 모델을 완성된 주형으로 변환하는 것에 대해 논의하기 위해 조폐국을 방문했다. 첫 방문에서 그는 바버가 부재 중이었지만, 오랫동안 조폐관 보조로 일했던 조지 T. 모건과 생산적인 대화를 나누었다. 이후 여러 차례 방문이 이어졌고, 3월 29일 울리는 조이스 감독관에게 "비밀스럽게, 새 주화를 디자인하는 조각가들은 마지막 여행에서 모건 씨가 바버 씨보다 훨씬 더 친근하고 협조적이었다고 느꼈습니다. 양쪽 모두에서 예술적인 기질을 다루고 있다는 것을 압니다."라고 편지를 썼다. 울리는 4월에 두 번 뉴욕을 방문하여 맥닐의 진화하는 쿼터 뒷면 디자인을 검토했고, 5월 26일에는 와인먼의 작업실을 방문하여 그의 디자인 모델 진행 상황을 확인했다. 심한 편도염으로 와인먼의 작업이 지연되어, 그는 5월 1일 마감일 연장을 요청했다. 5월 29일, 울리는 와인먼에게 다임과 하프 달러 모두의 디자인이 조폐국에 의해 승인되었다고 편지를 썼다.
6월 동안 바버가 이끄는 조폐국의 조각 부서는 모델을 주화 크기의 허브로 축소하고 실험용 패턴 주화용 주형을 준비하여 나중에 주조했다. 울리는 7월 1일까지 세 종류의 새로운 주화 생산을 시작하기를 희망했지만, 와인먼에게 주어진 시간으로 인해 조폐국은 더 빠르게 행동해야 했다. 버데트는 주형이 너무 서둘러 준비되어 주조된 주화가 마모되고 날카로운 디테일이 부족하게 보였을 수 있다고 시사한다. 6월 22일까지 와인먼은 첫 번째 패턴들을 보았고, 그는 울리에게 앞면의 "Liberty"라는 단어가 마음에 들지 않아 글자를 다시 만들 수 있도록 두 개의 패턴을 빌려달라고 편지를 썼다. 6월 24일, 울리는 조이스에게 편지를 써서 대출에 대해 알리고 새로운 주화에 대해 다음과 같이 말했다.
하프 달러 앞면의 모델은 다시 만들어져야 하며 와인먼 씨는 현재 그것에 몰두하고 있다고 저에게 알렸습니다. 쿼터 달러도 마찬가지입니다. 광택 처리된 주형에서 주조된 주화에 나타난 쿼터 달러와 하프 달러의 뒷면은 만족스럽습니다... 여기에 보여준 주화들을 본 모든 사람들은 그것들이 아름답다고 생각합니다.

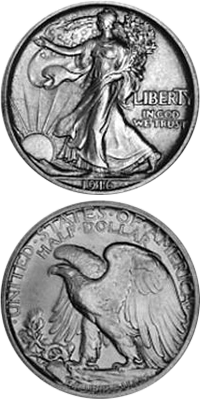
워킹 리버티 하프 달러의 패턴 주화로, 와인먼의 디자인을 앞면의 큰 리버티 상과 원래의 뒷면으로 보여준다.

울리의 앞면 재작업 허가를 받고, 와인먼은 리버티 상 위에서 "Liberty"라는 단어를 제거하고 "In God We Trust"의 오른쪽에 배치하기로 결정했다. 이는 그가 리버티의 머리를 주화의 상단 거의 끝까지 확장하여 묘사의 크기를 최대화할 수 있게 했다. "L"자는 깃발이 인물 왼쪽 팔꿈치 아래로 늘어지면서 형성되는 오목한 부분에 배치되었고, 나머지 단어는 거기서부터 오른쪽으로 확장되었으며, "T"자는 더 큰 글씨로 인쇄되어 사실상 공간을 절약했는데, 큰 크기 덕분에 "T"의 가로 막대가 대문자 "R"과 "Y" 위로 확장될 수 있었다. 이로 인해 글자들이 더 가깝게 압축될 수 있었다. 울리가 7월 15일에 우드로 윌슨의 재선 운동을 위한 홍보 책임자가 되기 위해 사임했을 때(그는 1912년과 1920년에 민주당 후보들을 위해서도 같은 역할을 수행했다), 그는 맥아두 장관(윌슨의 사위)에게 보낸 사임서에서 "하프 달러 앞면 모델을 작업하면서 와인먼 씨가 'Liberty'라는 단어를 약간 재배열하고 있으며, 며칠 내로 장관님의 검토를 위해 준비할 것입니다. 저는 마음에 들고 장관님도 그러실 것이라고 믿습니다."라고 언급했다. 와인먼은 7월 20일에 전 국장에게 리버티 상의 크기를 늘리자 외관이 개선되었다고 편지를 썼다.
맥아두는 7월 26일에 와인먼의 수정된 디자인을 승인했다. 당시 미국 조폐국 국장 대행으로 프레드 H. 채핀이 임시로 재직하고 있었다. 그는 윌슨 대통령이 울리의 후임자를 지명하고 상원에서 인준을 받을 때까지 그 역할을 수행했다. 와인먼은 자발적으로 뒷면의 문구들을 재배열하기로 결정했다. 원래의 패턴에서는 "United States of America"가 뒷면 상단에 있고, 그 바로 아래에 "Half Dollar"가, 주화 하단에는 "에 플루리부스 우눔"이 있었다. 와인먼의 수정안에서는 문구들이 유통 주화에서 차지할 위치에 배치되었고, 이는 8월 10일에 맥아두의 승인을 받았다. 8월 18일, 윌슨은 울리의 후임자로 프리드리히 요하네스 후고 폰 엥엘켄을 지명했으며, 그는 상원에서 즉시 인준을 받았다. 폰 엥엘켄은 8월 21일에 취임할 예정이었으나, 윌슨 대통령이 임명장에 서명하지 않아 9월 1일까지 취임이 지연되었다.

## 수정
폰 엥엘켄이 1916년 9월 1일 조폐국장으로 취임했을 때, 하프 달러는 승인되었고, 시험용 주화도 주조되었다. 50센트 주화의 실제 생산은 조폐국이 와인먼의 머큐리 다임을 완성하는 데 어려움을 겪으면서 지연되었다. 9월 6일, 다임 생산이 중단되었는데, 새로운 10센트 주화를 시험하던 회사들이 새 주화가 자동판매기에서 작동하지 않는다는 것을 발견했기 때문이다. 결함은 주화 가장자리의 "핀", 즉 과도한 금속으로 인해 자동판매기에 삽입될 때 너무 두껍게 느껴지는 것으로 밝혀졌다. 이 핀은 부러져 은화가 중량 미달이 될 수도 있었다. 이 문제는 시험용 하프 달러에서도 발견되었다. 9월 6일, 폰 엥엘켄은 말번 차관에게 편지를 썼는데, 버데트가 바버에게서 나온 정보라고 시사하는 내용을 사용했다.
이 편지와 함께 새 다임 주화 열 개와 새 하프 달러 주화 한 개를 보내드립니다. 이 주화들을 자세히 살펴보시면, 확연히 불완전하다는 것을 알 수 있을 것입니다. 하프 달러와 십센트 주화 모두에서 제가 언급한 "핀"이라는 금속의 날카로운 돌출부가 가장자리에 있는 것을 발견할 수 있을 것입니다. 또한, 특히 하프 달러의 크기 때문에 주화의 두께에 변화가 있다는 것을 가장자리에서 명확하게 알 수 있을 것입니다. 어제 필라델피아에 가서 이것을 극복할 수 있는지 확인했고, 현재와 같이 주화의 높은 양각을 유지하는 한, 균일한 가장자리 두께의 주화를 생산하고 핀 가장자리를 피하는 것이 불가능하게 만드는 특정 기계적 제약에 직면해 있다는 것을 발견했습니다.

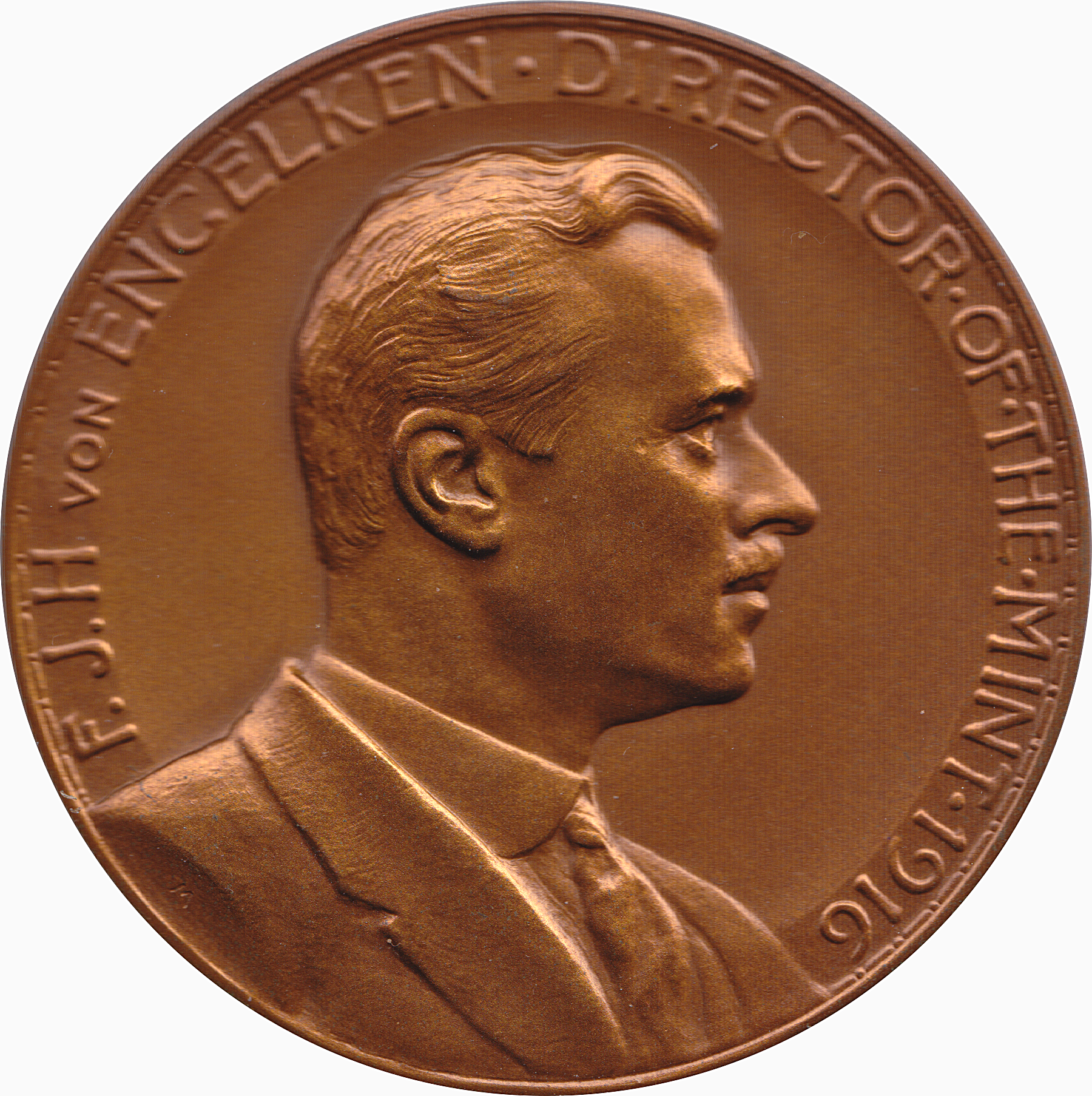
조폐국장 프리드리히 요하네스 후고 폰 엥엘켄

폰 엥엘켄의 편지는 재무장관실에 우려를 불러일으켰다. 맥아두는 조폐국이 새로운 주화를 성공적으로 발행하지 못하면 공화당이 대선에서 이 실패를 쟁점으로 삼을까 봐 걱정했다. 장관은 "우리 바버 씨"가 새로운 디자인을 만드는 데 얼마나 걸릴지 물었고, 필라델피아 조폐국 관리들과 상의한 후 폰 엥엘켄은 6~8개월이 걸릴 것이라고 답했다. 두 관리는 와인먼에게 하프 달러 디자인을 수정하도록 요청해야 한다고 결정했다. 와인먼이 리버티 상을 축소하고 양각을 낮추면 주조가 가능해질 것이라는 희망이 있었다.

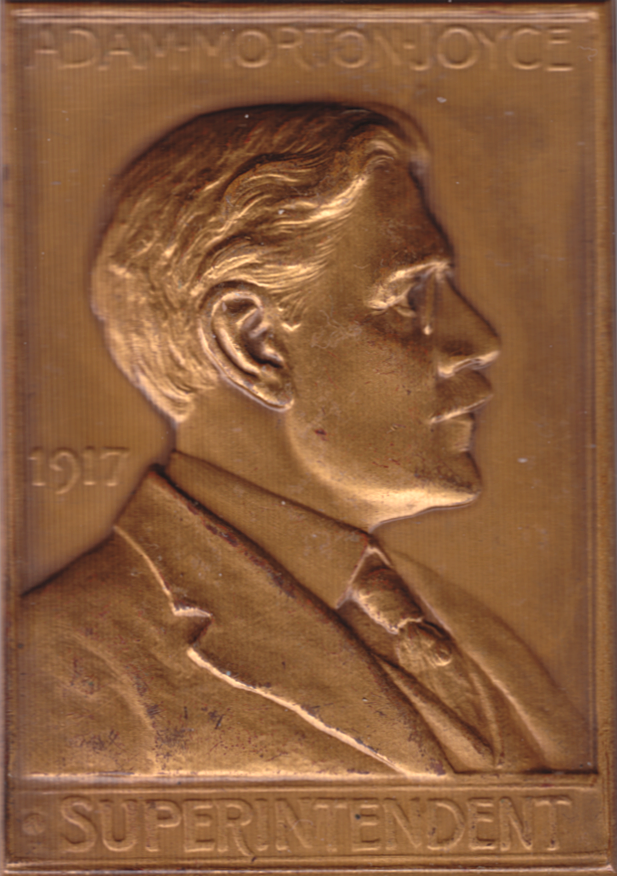
필라델피아 조폐국장 아담 M. 조이스

와인먼은 9월 11일 조폐국에 도착했다. 그는 두 개의 패턴 하프 달러와 리버티 상의 크기를 줄이라는 지시를 가지고 떠났다. 바버는 조이스에게 와인먼의 디자인에 큰 변경을 가할 허가를 요청했지만, 처음에는 거부되었다. 그러나 와인먼의 추가 변경도 핀 문제를 해결하지 못하자, 조이스는 양보하여 바버에게 자유롭게 할 수 있도록 허락했다. 조폐관 바버는 디자인을 축소하여 디자인을 가장자리에서 더 멀리 옮기고, 디자인과 림 사이에 넓은 공간을 만들었다. 바버는 이것이 핀과 고르지 않은 가장자리를 방지할 수 있는 유일한 방법이라고 주장했다. 림 안쪽에는 구슬 모양의 테두리가 추가되었다. 버데트에 따르면, 새로운 주형으로 주조된 패턴 주화는 인물의 크기가 주는 힘이 없어져 칙칙하고 흥미롭지 않았다.
10월 18일, 와인먼은 조이스에게 편지를 써서 조폐국이 하프 달러와 다임 주형을 어떻게 만들고 있는지 물었고, 필라델피아에 갈 의향이 있음을 표명했다. 조이스는 이틀 후 답장을 보내 하프 달러의 디자인이 가장자리 문제를 방지하기 위해 크기가 축소되고 있으며, 구슬 모양의 테두리에 대해 알렸다. 와인먼은 조이스가 리버티 상이 지나치게 축소되는 것을 막고 자신의 설명을 해주기를 바란다고 응답했다. 조각가와 감독관이 서신을 주고받는 동안, 조폐국은 바버가 수정한 디자인을 유통 주화를 주조할 수 있는 작업 주형으로 변환하는 작업을 시작했지만, 조이스는 주조가 시작되기 전에 개입했다. 폰 엥엘켄의 지지를 받은 필라델피아 조폐국장은 바버의 수정이 불필요하다고 생각했다. 조이스는 양각을 약간 낮추고, 조폐국의 프레스가 원형 또는 공백 주화를 타각하는 힘을 조정하며, 원형을 더 잘 준비하면 와인먼의 개념에 더 가까운 주화를 주조할 수 있다고 믿었다. 조이스의 입장이 받아들여졌고, 바버와 그의 부서는 바버의 구슬 모양 테두리와 림과 디자인 사이의 넓은 공간을 생략한 채 유통 주화 주조용 작업 주형을 준비했다. 작업 주형은 11월 27일에 덴버와 샌프란시스코 조폐국에 도착했으며, 곧 모든 세 조폐국에서 생산이 시작되었다.
12월 말, 바버의 수정 소식을 들은 이후 조폐국으로부터 아무런 소식도 받지 못했지만, 신문에서 하프 달러가 주조되고 있다는 기사를 읽은 와인먼은 조이스에게 10달러짜리 우편환을 보내 새 주화 20개를 요청했다. 1917년 1월 2일, 와인먼은 조이스에게 다시 편지를 써서 새 주화가 새해 선물로 주기 적시에 도착했으며, 감독관에게 "새해의 매일매일 당신에게 모든 좋은 소원이 있기를 바라며, 전능하신 분과 당신 덕분에 하프 달러 가장자리에 구슬이 없다는 것에 감사드립니다"라고 말했다.

## 반응
1916년 10월 30일 다임의 첫 공개는 상당한 홍보를 받았지만, 이듬해 1월 하프 달러와 스탠딩 리버티 쿼터의 출시에 대해 조폐국은 거의 언급하지 않았다. 새로운 하프 달러에 대한 신문 기사는 거의 없었다. 미국은 독일과의 전쟁을 향해 나아가고 있었고, 다임의 출시는 새로운 주화의 참신성에 대한 대중의 관심을 많이 소진시켰다. 쿼터는 뒷면의 독수리가 정확하게 묘사되었는지에 대한 논쟁으로 대중의 관심을 사로잡았다. 최소한의 홍보에도 불구하고, 1917년 1월 조폐국 조정관 채핀의 보고서에 따르면, 처음에는 세 곳의 조폐국 모두 새로운 하프 달러에 대한 대중의 수요를 맞추는 데 어려움을 겪었다.
뉴욕 타임스는 1월 3일에 새로운 주화가 연방 재무국에 도착했으며, 1월 9일부터 고객당 두 개씩 발행될 것이라고 보도했다. 이 신문은 조폐국이 수요를 맞추기 위해 최선을 다하고 있지만, 초기에는 수량이 제한될 것이라고 밝혔다. 미국 은행가 협회의 저널인 뱅킹은 "새로운 주화의 디자인은 그러한 문제에 대한 전문 지식을 가진 사람들로부터 높은 평가를 받았다"고 언급했다. 코네티컷의 메리덴 데일리 저널은 독자들이 새로운 하프 달러를 새로운 다임보다 다섯 배 더 좋아할 것이라고 예측했다.
그러나 헌츠빌(앨라배마) 머큐리지는 새로운 하프 달러에 대한 불만을 표명했다. "새로운 하프 달러는 병들었다"는 제목의 기사에서 다음과 같이 말했다:
새로운 주화는 정부 조폐국에서 생산된 다른 모든 주화와 근본적으로 다르다. 쟁기질이 깊지 않은 서부 밭에 작은 별을 뿌리는 서프러제트가 그려져 있다. 해가 지고 있으며, 그 늙은 여성은 하루 종일 일해서 상당히 지쳐 보인다. 사실, 이마에서 땀이 흘러내리는 것을 볼 수 있다. 그 여성은 샌들을 신고 있으며 발에는 먼지가 꽤 많이 묻어 있다. 또한 그녀는 얇은 드레스 아래에 작업복을 입고 있는 것 같으며, 한쪽 팔에는 장작을 한 아름 들고 있고, 목에는 커다란 냅킨을 두르고 있는데, 이는 그녀가 집에 어린아이를 두고 왔다는 믿음을 불러일으킨다. 바람은 북쪽에서 불어오고 태양은 눈보라 같은 모습을 하고 있다. 커다란 글자로 LIBERTY가 쓰여 있는데, 전체 표면의 절반 이상을 차지한다. 다른 면에는 거대한 독수리가 멕시코를 향해 미친 듯이 행진하는 모습이 나타나 있고, 배경에는 선인장 덤불이 보인다. 독수리는 마치 공격하려는 듯 날개를 치켜들었는데, 그 늙은 독수리는 화가 나면 잘 싸울 것 같지만, 다리에는 멋진 깃털이 잔뜩 나 있다.

## 생산 및 수집

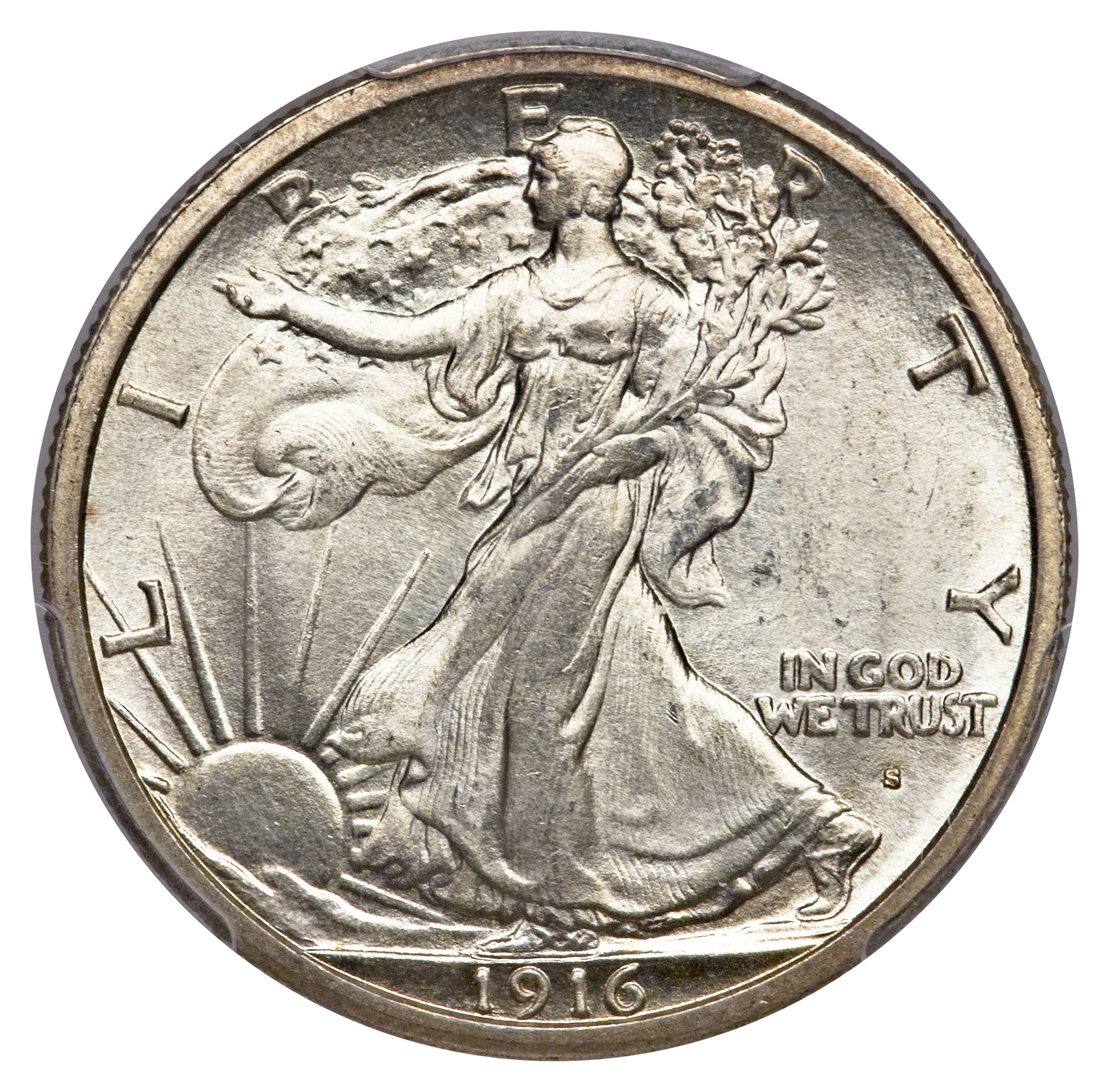
앞면에 민트 마크가 있는 1916-S 하프 달러.

민트 마크는 처음에는 앞면에 배치되었는데, 이는 1839년 이후 일반 발행 미국 하프 달러에 그렇게 한 첫 사례였다. 1917년 2월 14일, 폰 엥엘켄은 민트 마크를 앞면에서 뒷면으로 옮기라고 명령하며, 앞면 배치가 주형 결함처럼 보인다고 언급했다. 그 당시 폰 엥엘켄은 제3지구 연방 토지 은행 총재 직책 임명을 앞두고 사임한 상태였다. 그가 그 직책을 맡기 위해 떠나자, 레이먼드 T. 베이커가 그를 계승했다. 4월에 조이스는 베이커에게 폰 엥엘켄의 명령에 대한 서면 확인을 요청했고, 그가 승낙하자 민트 마크는 제대로 옮겨졌다. 덴버(1917-D)와 샌프란시스코(1917-S)에서 주조된 1917년 하프 달러의 대부분은 뒷면에 민트 마크가 있다.
조폐국이 워킹 리버티 하프 달러를 주조하는 동안, 디자인을 완전히 구현하는 데 어려움을 겪었다. 브린에 따르면,
조폐 당국은 와인먼의 디자인이 예술적 가치가 아무리 높다 해도, 바버가 처음 양각을 줄이려고 아무리 철저히 노력했더라도, 기술적으로 불만족스러웠다는 것을 잘 알고 있었다. 가장 높은 양각 부분이 여전히 반대편의 양각 부분과 마주하고 있었다.

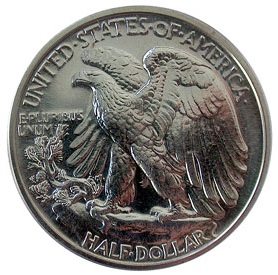
이 1941년 프루프 주화에는 일반적으로 주화의 오른쪽 하단 림 근처에 위치하는 와인먼의 모노그램이 없다.

샌프란시스코 조폐국은 특히 주화 제작에 어려움을 겪었다. 그곳에서 주조된 많은 주화는 현저히 약했다. 1918년, 전년도에 바버가 사망한 후 그를 계승한 조폐관 모건은 디자인을 수정하여 리버티의 목에 일부 세부 사항을 새겨 넣었다. 브린에 따르면 "시도는 실패였다". 모건의 후임인 존 R. 신녹은 1937년과 1938년에 추가적인 시도를 했지만, 결과는 별로 좋지 않았다. 브린은 주화 주조의 어려움이 제2차 세계대전 이후 주화를 교체하려는 의지에 기여했다고 시사했다.
워킹 리버티 하프 달러 중 특별히 희귀한 주화는 없지만, 특히 1921년과 1921-D와 같은 많은 날짜의 주화는 민트 상태에서는 희귀하다. 조폐국은 1916-1917년과 1936-1942년에 프루프 주화를 주조했으며, 모두 필라델피아에서 주조되었다. 1916년 주화는 매우 소량 주조되었으며(브린은 네 개만 보았다고 언급했다), 1917년 프루프 주화는 세 개만 확인되었는데, 대부분 프루프 주화가 대중에게 판매되지 않던 시기에 VIP를 위해 주조되었을 가능성이 높다. 후기 프루프 주화 중 상당수는 와인먼의 모노그램이 없는데, 주형을 과도하게 광택내면서 사라진 것으로 보인다. 이것은 1941년 프루프 주화에서 가장 흔하며(그 해 생산량의 대부분이 모노그램이 없다), 다른 해에도 나타난다. 이 시리즈를 위해 총 74,400개의 프루프 주화가 주조되었다.
시리즈에는 몇 가지 변형이 있지만, 상대적으로 사소하다. 주로 민트 마크와 관련이 있는데, 여러 차례의 재각인, 1942년 D 위에 S를 찍은 오버펀칭, 그리고 글자 크기 변경 등이 있다. 특이한 점은 1943/1942인데, 이는 진정한 오버데이트가 아니라 1942년 날짜의 마스터 다이로 한 번, 1943년 날짜의 마스터 다이로 한 번 주조된 작업 다이로 형성된 것이다. 일부 1946년 하프 달러는 뒷면에 더블 다이를 보인다.

## 교체
1947년, 조폐국장 넬리 테일로 로스는 조각가 신녹에게 건국의 아버지 벤저민 프랭클린을 특징으로 하는 하프 달러 디자인을 제작해 달라고 요청했다. 로스는 오랫동안 프랭클린을 존경해 왔고, 그가 주화에 등장하기를 바랐다. 조폐국 관리들은 1941년에 프랭클린을 다임에 넣는 것을 고려했지만, 미국이 제2차 세계대전에 참전하면서 주화에 대한 조폐국의 막대한 수요로 인해 프로젝트가 보류되었다. 전쟁 중 조폐국은 하나 이상의 새로운 액면 주화 추가를 고려했고, 신녹은 새로운 발행을 예상하여 프랭클린 디자인을 준비했지만, 실제로는 발행되지 않았다. 1946년, 재무부는 머큐리 다임을 최근 사망한 프랭클린 루즈벨트 대통령을 묘사한 주화로 교체했는데, 루즈벨트 대통령은 마치 오브 다임스와 밀접하게 관련되어 있었다. 링컨 센트가 대중적이고 정치적으로 교체하기 부적절했기 때문에, 하프 달러는 의회 허가 없이 재디자인이 가능한 유일한 발행 주화였다. 재무부는 새로운 디자인을 승인했다. 비록 신녹이 주화가 발행되기 전에 사망했지만, 프랭클린 하프 달러는 1948년 초에 생산에 들어갔고, 워킹 리버티 시리즈는 끝났다. 총 4억 8천 5백 3십 2만 340개의 워킹 리버티 하프 달러가 주조되었다.

## 디자인 재사용

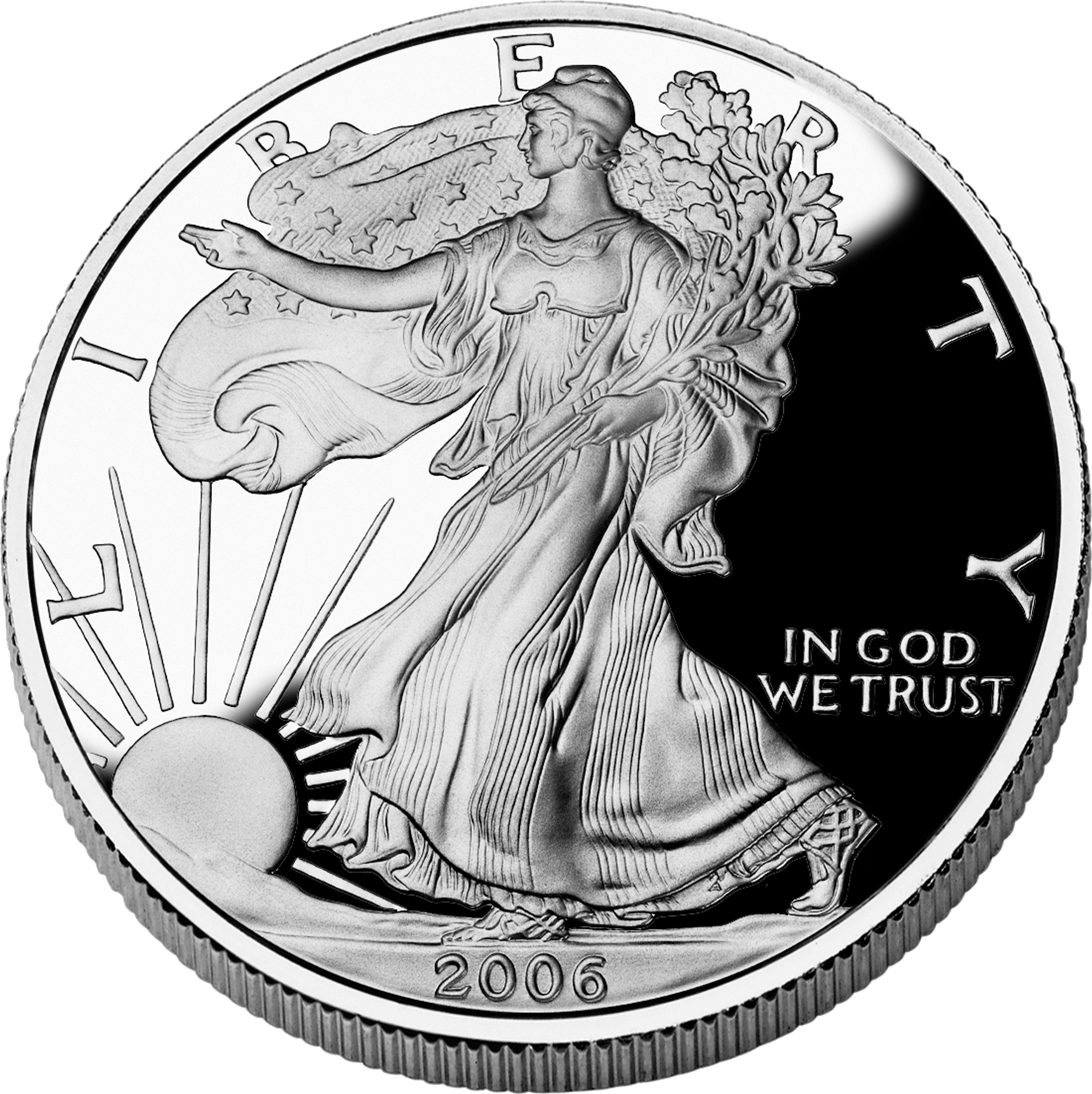
아메리칸 실버 이글은 와인먼의 앞면 디자인을 재현하며, 1986년부터 미국의 공식 은화가 되었다.

1986년부터 와인먼의 앞면 디자인은 아메리칸 실버 이글 불리온 주화의 앞면 디자인으로 사용되었다. 디자인을 수정할 때, 조폐국 조각가 존 머칸티와 다른 조각 부서 직원들은 많은 세부 사항을 강화했다. 머칸티는 와인먼의 원래 석고 모델이 직경 6 인치 (150 mm)에 불과했으며, 부드럽게 모델링되었다고 언급했다. 머칸티는 디자인이 더 큰 주화에 주조될 때 더 대담하고 와인먼의 원래 주화보다 더 균일한 금속 흐름을 가질 수 있도록 디테일을 강화했다. 제임스 베이커 재무장관은 머칸티의 문장 독수리 디자인을 아메리칸 실버 이글의 뒷면으로 선택했다.

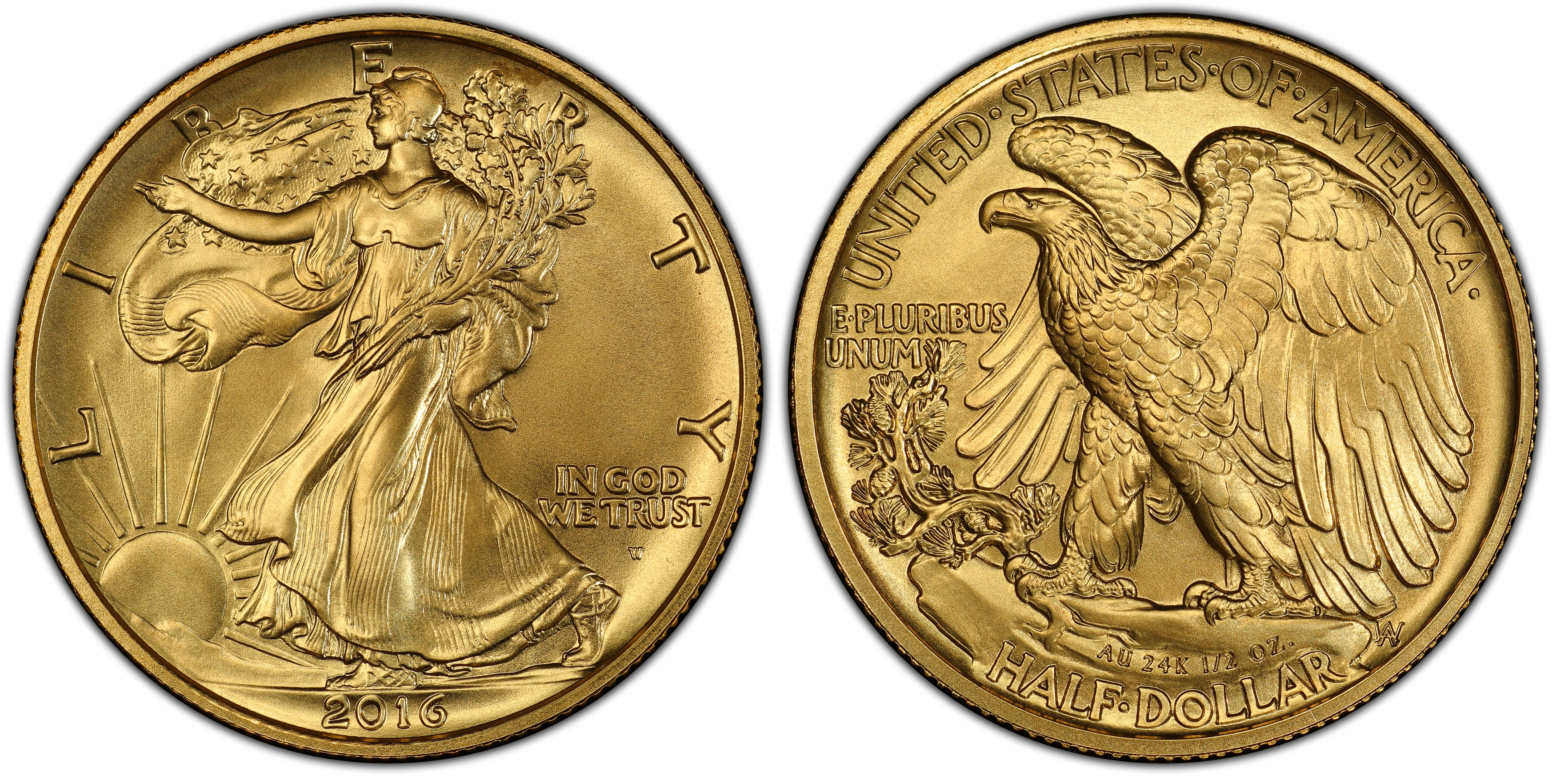
수집가들을 위해 금으로 주조된 100주년 기념 2016-W 워킹 리버티 하프 달러.

미국 조폐국은 2015년에 1916년에 처음 발행된 세 종류의 은화를 수집가들을 위해 금으로 재주조할 계획을 발표했다. 이 주화는 금의 중량과 순도를 가지고 있어, 기술적으로 지금형 주화이다. 반 온스의 금을 포함하고 웨스트포인트 조폐국에서 주조된 워킹 리버티 하프 달러 금화는 2016년 11월 17일에 대중에게 판매되기 시작했다. 최대 75,000개가 웨스트포인트 조폐국에서 주조되었다(민트 마크 "W"는 이 주화의 일반 발행과 동일한 위치에 나타난다).